# Adolf Friedrich von Langermann
Pour les articles homonymes, voir Langerman.
Adolf Friedrich von Langermann (né le 7 janvier 1694 à Groß-Diesen dans le Mecklembourg et mort le 6 mars 1757 à Insterbourg) est un général de division prussien, chef du 8e régiment de dragons "Stosch", chevalier de l'ordre Pour le Mérite et seigneur sur Dombrowken (de), Rasenau et Rosochen.

## Biographie

### Origine
Adolf Friedrich est le fils de Kaspar Friedrich von Langermann (1660-1721) et de son épouse Elisabeth Katharina, née von Erlencamp (1672-1723). Son père est colonel prussien du 1er régiment de cuirassiers « von Schlippenbach (de) » et seigneur de Bollewick.

### Carrière militaire
Langermann est employé comme Estandartenjunker dans le 12e régiment de cuirassiers « Pannewitz (de) » en 1711. Le 25 mai 1714, il devient cornette et participe au siège de Stralsund pendant la campagne de Poméranie (de). Le 20 septembre 1718, il devient lieutenant et le 15 juin 1725, il devient capitaine d'état-major. Le 5 août 1725, il devient capitaine et commandant d'escadron et le 30 juin 1729, il est transféré au 11e régiment de cuirassiers « Margrave Albert » . En 1736, il est promu major et en novembre 1741, il rejoint le 11e régiment de dragons « Nassau (de) » en tant que lieutenant-colonel . Avec son régiment, Langermann participe au siège de Prague et à la bataille de Hohenfriedberg lors de la seconde guerre de Silésie. Pour ses réalisations là-bas, il reçoit du roi l'Ordre Pour le Mérite.
Le 20 juillet 1745, il devient colonel et le 6 décembre 1750 général de division. Le 24 décembre 1751, il devient chef du régiment de dragons « Stosch ». Pour cause de maladie, il prend sa retraite le 5 mars 1757 et meurt un jour plus tard.

### Famille
Langermann se marie deux fois. En 1735, il se marie avec Anna von Wulfen zu Grabow (1713-1736), avec qui il a les enfants suivants :
- Eleonora (née en 1735 et morte après 1784), mariée avec :
  - Otto H. von Tresckow (de) (mort en 1757)
  - Otto H. von Boye(n) (mort en 1780)
  - Gottlieb L. Böddener
- Wilhelm (né en 1736)

Le 2 janvier 1739, sa seconde épouse devint Christiane Juliane von Rieben (de) (1719-1786), fille du lieutenant-colonel Hans Christoph von Rieben (mort en 1742) et de Barbara Sophie von Arnim (1691-1772) Le couple a les enfants suivants :
- Anna-Sophie Charlotte (1740-1793), mariée :
le8 août 1766 avec Friedrich Wilhelm comte von Dönhoff (1723–1774), major prussien - parents de Sophie von Dönhoff
le 27 décembre 1775 avec Jonas comte zu Eulenburg (de) (1732–1792)
- Friedrich Léopold (1741-1752)
- Ludwig Christoph (1742-1797), premier lieutenant prussien ; le 3 juillet 1776, il reçoit le nom de baron von Langermann und Erlencamp, marié le 19 novembre 1779 avec Dorothea Elisabeth Henriette von Flotow de la branche d'Altenhof (1762-1824), fille du lieutenant prussien et propriétaire foncier d'Altenhof, Joachim Ludwig von Flotow (1725-1762) et son épouse Christiane Margarete, née von Brücken (1730-1794)
- Adolph Friedrich (1744-1807), premier lieutenant prussien ; le 3 juillet 1776, il reçoit le nom de baron von Langermann und Erlencamp
- Élisabeth Christian Juliane (1747-1758)
- Hans Christoph (1749-1751)
- Hans Christoph (1755-1756)

Les armoiries de Ludwig Christoph avec le baron de Langermann und Erlencamp sont portées en 1794.